# Gendarmenmarkt
De Gendarmenmarkt is een van de bekendste pleinen van Berlijn gelegen in het district Mitte. Het plein wordt gekenmerkt door twee identiek lijkende kerken aan weerszijden van het plein.
Aan het einde van de zeventiende eeuw ontstond het plein als marktplein van het nieuwe Friedrichstadt. Het plein is vernoemd naar het Regiment Gens d'Armes dat hier zijn kazerne had. Vanaf 1950 heette het plein Platz der Akademie, maar na de hereniging van Berlijn kreeg het plein zijn oorspronkelijke naam terug.
Midden op het plein, voor de ingang van het concertgebouw, staat een monument voor de dichter Friedrich Schiller. Het Konzerthaus Berlin werd tussen 1818 en 1821 door de Berlijnse architect Karl Friedrich Schinkel gebouwd als Königliches Schauspielhaus en is een van de best geslaagde gebouwen die deze architect bouwde.
De twee kerken aan weerszijden van het plein zien er in eerste instantie hetzelfde uit, maar zijn wel verschillend. De Französischer Dom (aan de rechterzijde van het concertgebouw) is gebouwd tussen 1701 en 1705 voor de hugenoten die Frankrijk ontvlucht waren. De Deutscher Dom is in 1708 gebouwd voor de protestanten.
Tijdens de Tweede Wereldoorlog werd de markt zwaar gebombarbeerd en leden de drie iconische gebouwen zware brandschade. In 1976 gaf het stadsbestuur van Berlijn de opdracht tot de wederopbouw van het plein en de restauratie van de drie dominante gebouwen. Het Konzerthaus werd op 1 oktober 1984 heropend, de Französicher Dom op 9 augustus 1987 en de Deutscher Dom op 2 oktober 1996.

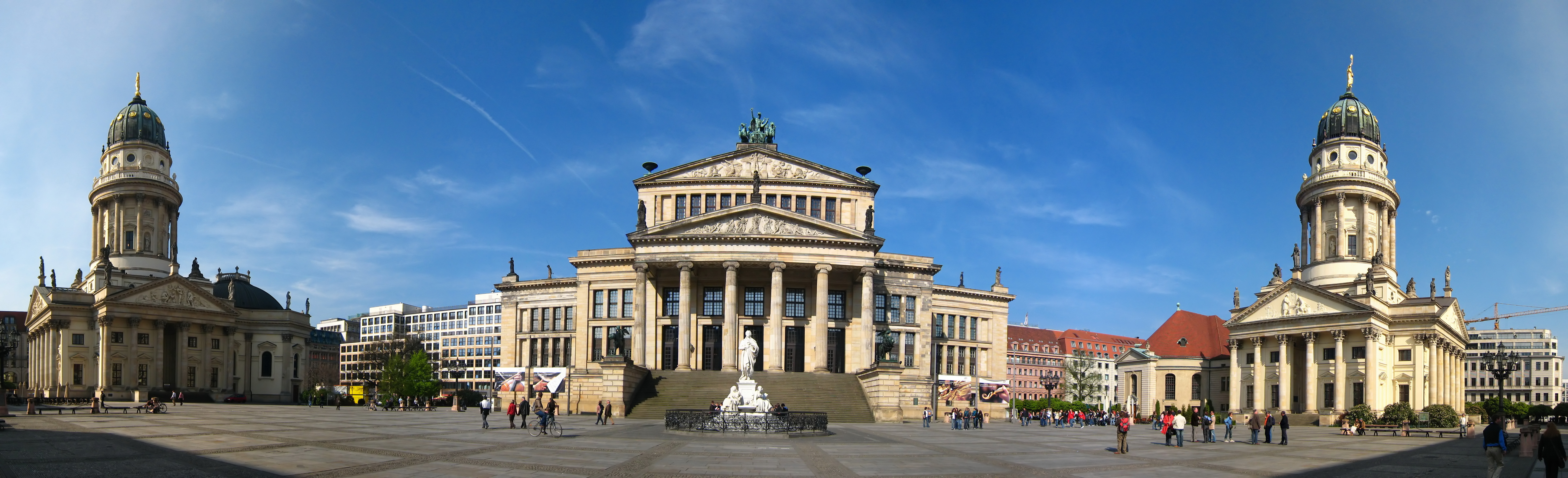
De Gendarmenmarkt